# 中间人先生
《中间人先生》（英語：Mr Inbetween）是一部澳大利亚電視連續劇，由纳许·埃哲顿执导，该剧是发生在电影《The Magician》之后的故事，该剧的主演斯科特·瑞安同时也是该剧的编剧。

该剧与2021年更新了第三季，同时也是该系列的最后一季。该作获得了很多的好评。

## 劇情
一个杀手身兼多职，不得不从父亲等身份中来回转变。

## 外部連結
- 官方网站

1. ↑  Hale, Mike. . The New York Times. 12 September 2018  [17 September 2018] （英语）.
2. ↑  . IF Magazine. 28 August 2018  [18 September 2018].
3. ↑  . FX.   [25 July 2021].
4. ↑  Knox, David. . TV Tonight. 9 August 2017  [31 August 2017].
5. ↑  . Rotten Tomatoes.   [17 July 2020].